# 冰原歷險記：笑星撞地球
《冰原歷險記：笑星撞地球》（英語：Ice Age: Collision Course），是一部於2016年上映的美國電腦動畫冒險喜劇片，《冰原歷險記系列》第五部電影，也是2012年電影《冰原歷險記4：板塊漂移》的續集，由麥克·特米爾執導，麥可·J·威爾遜、麥可·伯格和尤尼·布倫納撰寫劇本、奧布瑞·所羅門撰寫故事，雷·羅曼諾、約翰·李古查摩、丹尼斯·利瑞、喬西·佩克、賽門·佩吉、西恩·威廉·史考特、珍妮佛·羅培茲以及皇后·拉蒂法聲演。
《冰原歷險記：笑星撞地球》2016年7月22日在美國上映。續集《冰原歷險記6》預定2026年上映。

## 剧情
故事由鼠奎特一路追著牠心愛的橡子，意外進入一架飛碟中（詳見第一部）並飛上外太空開始，因為一連串的意外，鼠奎特打亂太空中星球的排列，並造就了現在我們所知的太陽系，牠甚至還穿上太空裝，在無重力的星際間，閃躲兩個星球碰撞爆炸後的殘骸，卻也讓其中一塊巨大的隕石朝地球直直撲來，進而對冰河世界造成威脅。喜德、蠻尼、狄亞哥和其他的動物們，為了拯救牠們所居住的世界，不得已離開家鄉，前往未知的世界，也因此踏上一段精彩的冒險旅程，並且在旅途中遇見住在另一個國度、身體五彩繽紛的動物們。

## 配音員
| 配音                                         | 配音                                                  | 配音                                                           | 配音                            | 角色                                           |
| 美國                                         | 台灣                                                  | 香港                                                           | 大陸                            | 角色                                           |
| -------------------------------------------- | ----------------------------------------------------- | -------------------------------------------------------------- | ------------------------------- | ---------------------------------------------- |
| 雷·羅曼諾                                    | 趙樹海                                                | 陳健豪                                                         | 刘风                            | 蠻尼（Manny），長毛象                          |
| 約翰·李古查摩                                | 唐從聖                                                | 李璨琛                                                         | 翟巍                            | 喜德（Sid），巨爪地懶                          |
| 丹尼斯·利瑞                                  | 乾德門                                                | 少爺占                                                         | 程玉珠                          | 狄亞哥（Diego），斯劍虎                        |
| 拉蒂法女皇                                   | 林美秀                                                | 黃紫嫻                                                         | 周帅                            | 伊麗（Ellie），長毛象                          |
| 西蒙·柏奇                                    | 夏治世                                                | 朱栢康                                                         | 沈腾                            | 巴克（Buck），黄鼠狼                           |
| 西恩·威廉·史考特（可拉鼠） 乔希·佩克（艾迪） | 蔣鐵城（可拉鼠） 張宇豪（艾迪）                       | 陳楚鍵（可拉鼠） 黎景全（艾迪）                                | 戴超行（可拉鼠） 刘圣博（艾迪） | 可拉鼠與艾迪（Crash and Eddie），負鼠          |
| 琪琪·帕爾梅爾                                | 陳貞伃                                                | 溫卓妍                                                         | 詹佳                            | 水蜜桃（Peaches），長毛象                      |
| 亞當·迪凡                                    | 曾憲莫                                                | 賈澤麟                                                         | 曹真                            | 朱利安（Julian），長毛象                       |
| 奈爾·德葛拉司·泰森                           | 夏治世                                                | 黃志成                                                         | 刘北辰                          | 尼爾迪獨眼巴克狼（Neil deBuck Weasel），黄鼠狼 |
| 傑西·泰勒·弗格森                             | 蔣鐵城                                                | 穆易                                                           | 常远                            | 香格里（Shangri Llama），骆马                  |
| 洁西·J                                       | 邵芷耘                                                | 許雅婷                                                         | 馬麗                            | 布魯琪（Brooke），巨爪地懶                     |
| 珍妮弗·洛佩兹                                | 蔣篤慧                                                | 周秀娜                                                         | 黄莺                            | 席拉（Shira），斯劍虎                          |
| 旺达·塞克丝                                  | 姜瑰瑾                                                | 黃文慧                                                         | 俞红                            | 阿嬤（Granny），巨爪地懶                       |
| 尼克·奧夫曼                                  | 陳國偉                                                | 陳旭恒                                                         | 王肖兵                          | 蓋文（Gavin），達科他盜龍                      |
| 史蒂芬妮·碧翠絲                              | 孫若瑜                                                | 郭碧珍                                                         | 吴迪                            | 蓋蒂（Gertie），達科他盜龍                     |
| 馬克斯·格林菲爾德                            | 郭霖                                                  | 陳嬌                                                           | 沈达威                          | 羅傑（Roger），達科他盜龍                      |
| 梅丽莎·劳奇                                  |                                                       | 鄭佩嘉                                                         | 何佳易                          | 法蘭辛（Francine），巨爪地懶                   |
| 麥克·史塔漢                                  | 謝一帆                                                | 李建良 / 李忠強                                                | 王肖兵                          | 泰迪兔（Teddy），古兔                          |
| 莉莉·辛格                                    |                                                       | 葉嘉敏                                                         |                                 | 泡泡與明思蒂（Bubbles and Misty）              |
| 克里斯·韦奇                                  |                                                       |                                                                |                                 | 鼠奎特（Scrat），斯劍松鼠                      |
|                                              | 劉文硯 余卜康 曹友恬 白定立 劉子鈺 鄭昀 郭洛勛 關靖樺 | 黃凱鍵 張睿璪 黃偉傑 黃健恆 鄭夏翹 林子傑 鄭夏堯 莊兆麟 黃健寧 |                                 |                                                |

## 發行

### 評價
爛番茄新鮮度僅17%，基於117條評論，平均分為4.13/10，而在Metacritic上得到34分，IMDB上得5.9分，獲得了多數影評人的批評。

### 票房
美國首映週末票房僅2100萬美元位居當週第四，表現不佳。但在北美外的國際上票房反應不錯。